# Ettore Bellotto
Ettore Bellotto est un gymnaste artistique italien né le 18 février 1895 à Vicence et mort le 11 août 1966 à Milan. 

## Biographie
Ettore Bellotto remporte avec l'équipe d'Italie de gymnastique la médaille d'or au concours général par équipes aux Jeux olympiques d'été de 1920 à Anvers. Une chute lors d'une épreuve de barre fixe en 1921 met un terme à sa carrière.